# Martín Crosa
Martín Crosa Gaminara (* 8. September 1986) ist ein uruguayischer Rugbyspieler.
Crosa, der im Verein für die Old Boys spielt, ist Mitglied der uruguayischen Rugby-Nationalmannschaft auf der Position des Verbindungshalb. Seit 2007 absolvierte er bislang sieben Länderspiele. Er debütierte am 2. Juni 2007 im Spiel gegen die italienische Mannschaft. Seinen bislang letzten Einsatz hatte er am 27. November 2010 bei der 39:12-Niederlage gegen Rumänien, als ihm einer von bislang drei Versuchen im Rahmen seiner Länderspiele gelang. Crosa ist Neffe des ehemaligen Rugbyspielers Eduardo Gaminara und Cousin des aktuellen Spielers Juan Gaminara.